# Hugh Springer
Sir Hugh Springer, né le 22 juin 1913 et mort le 14 avril 1994, est le quatrième gouverneur général de la Barbade de 1984 à 1990.

## Biographie
À la Barbade, Springer a fait ses études au Harrison College . Après avoir reçu une bourse d' études de la Barbade en lettres classiques, Springer a étudié le grec comme étudiant à Hertford College , Université d'Oxford , en recevant un baccalauréat ès arts en 1936. 
Il a été convoqué au barreau du temple intérieur en 1938 et est ensuite retourné à la Barbade. Il a exercé au barreau de la Barbade de 1938 à 1947. 
Il a cofondé la Progressive League avec l'avocat Grantley Adams . En tant que secrétaire général de la Ligue, Springer l'a transformée en deux organisations initialement étroitement liées, le Parti travailliste de la Barbade et le Syndicat des travailleurs de la Barbade . De 1940 à 1947, il fut secrétaire général du parti travailliste de la Barbade et également secrétaire général du syndicat des travailleurs de la Barbade. En 1940, il a été élu à la Chambre d'assemblée.

## Voir Aussi
- Liste des gouverneurs généraux de la Barbade